# Palaemnema carmelita
Palaemnema carmelita är en trollsländeart som beskrevs av Friedrich Ris 1918. Palaemnema carmelita ingår i släktet Palaemnema och familjen Platystictidae. IUCN kategoriserar arten globalt som otillräckligt studerad. Inga underarter finns listade i Catalogue of Life.